# Sirutka
Sirutka (eng. whey) tekućina je, koja ostaje nakon zgrušavanja mlijeka; nusproizvod je proizvodnje sira ili kazeina i ima nekoliko tržišnih namjena. Sirutka se koristi u proizvodnji raznih sireva i mnogih drugih proizvoda za ljudsku prehranu. Također služi kao aditiv u mnogim prehrambenim proizvodima, uključujući: kruh, krekere i peciva, kao i stočnu hranu. Proteini sirutke uglavnom se sastoje od α-laktalbumina i β-laktoglobulina. Ovisno o načinu proizvodnje, sirutka može sadržavati i glikomakropeptide (GMP).
Pomaže pri liječenju različitih bolesti jetre kao što su: masna jetra, hepatitis, jetra oštećena alkoholom i drugo, a razlog tome je poseban globulin koji organizmu pruža aminokiseline koje su dobre za zdravlje jetre. Budući da bilježi antioksidacijsko i protuupalno djelovanje, sirutka je dobar napitak za zaštitu tkiva jetre.
Protein sirutke koji se izdvoji iz ove smjese često se prodaje kao dodatak prehrani. Takvi dodatci su posebno popularni u body buildingu. Tekuća sirutka sadrži: laktozu, vitamine i minerale, kao i masti u malim količinama. Od mineralnih tvari sadrži: kalcij, fosfor i magnezij, a od vitamina je naročito zastupljen vitamin B2 koji joj daje boju te je pogodan za zdravlje kože, kose, noktiju i jetre. Jedna litra sirutke može zadovoljiti dnevne potrebe odrasle osobe za vitaminima kompleksa B. Istraživači sa Sveučilišta Lund u Švedskoj zaključili su, da sirutka potiče oslobađanje inzulina. Također su otkrili da dodatci sirutke mogu pomoći u regulaciji i smanjenju skokova šećera u krvi kod osoba s dijabetesom tipa 2 povećanjem lučenja inzulina.
Mliječni proizvodi proizvode veći odgovor na inzulin (inzulinski indeks, II, 90-98) nego što se očekuje zbog njihovih relativno niskih glikemijskih indeksa (GI 15-30). Inzulinogeni učinci mliječnih proizvoda primijećeni su kod zdravih ispitanika, i kada su uneseni kao pojedinačni obrok i kada su uključeni u miješani obrok. Sposobnost otpuštanja inzulina mliječnih proizvoda pripisuje se frakciji proteina, posebno frakciji sirutke, a kasnije otpuštanje aminokiselina tijekom probave je predloženo kao temelj inzulinskih svojstava mlijeka.
Budući da sirutka sadrži laktozu, trebale bi je izbjegavati osobe koje ne podnose laktozu. Kada se koristi kao dodatak hrani, sirutka može pridonijeti količinama laktoze daleko iznad razine tolerancije većine osoba s intolerancijom na laktozu. Ljudi mogu biti alergični na sirutku ili druge mliječne proteine (alergija se ne smije brkati s intolerancijom na laktozu). Budući da se proteini sirutke mijenjaju na visokim temperaturama, ljudi osjetljivi na sirutku mogu tolerirati evaporirano, kuhano ili sterilizirano mlijeko. Tvrdi sirevi imaju visok udio kazeina, ali niski udio proteina sirutke, te su najmanje alergeni za osobe alergične na proteine sirutke. Međutim, kazeinski proteini (koji su toplinski stabilni) najvažniji su alergeni u siru, a pojedinac može biti alergičan na jednu ili obje vrste proteina.